# Eparchie orelská
Eparchie orelská je eparchie ruské pravoslavné církve nacházející se v Rusku.

## Území a titul biskupa
Zahrnuje správní hranice území městského okruhu Orel a Mcensk, také Bolchovského, Dmitrovského, Znamenského, Kromského, Mcenského, Orelského, Soskovského, Trosňanského, Urického, Chotyněckého a Šablykinského rajónu Orelské oblasti.
Eparchiálnímu biskupovi náleží titul biskup orelský a bolchovský.

## Historie
Eparchie byla zřízena 28. května 1788 jako eparchie orlovsko-sevská.
Ve 20. letech 20. století se některé farnosti eparchie v Orelu, Dmitrovsku, Kromech a Livnech podřídily renovačnímu schizmatu v čele s Alexandrem (Monastyrjovem).
Roku 1937 byl orelský biskup jako prakticky celý episkopát SSSR zastřelen. Jeho osud sdílela většina duchovních eparchie.
Od října 1941 do srpna 1943 během období německé okupace byla eparchie součástí středoevropského metropolitního okruhu, v jejímž čele stál biskup Ruské pravoslavné církve v zahraničí metropolita Serafim (Lade). Svou činnost obnovily desítky farností uzavřených pod sovětskou nadvládou.
Poté co byl Orel obsazen sovětskými vojsky byla vládnoucí patriarchát do Orelu uljanovského biskupa Dimitrije (Gradusova) aby zde prozkoumal církevní život.
Dne 25. února 1994 byla rozhodnutím Svatého synodu zřízena z části území eparchie nová eparchie brjanská.
Dne 25. července 2014 byla rozhodnutím Svatého synodu zřízena z části území eparchie nová eparchie livenská. Stala se součástí nově vzniklé orelské metropole.

## Seznam biskupů
- 1788–1798 Apollos (Bajbakov)
- 1798–1817 Dosifej (Ilin)
- 1817–1821 Iona (Pavinskij)
- 1821–1828 Gavriil (Rozanov)
- 1828–1839 Nikodim (Bystrickij)
- 1840–1840 Innokentij (Selnokrinov)
- 1840–1844 Jevlampij (Pjatnickij)
- 1844–1858 Smaragd (Kryžanovskij)
- 1858–1867 Polikarp (Radkevič)
- 1867–1876 Makarij (Miroljubov)
- 1876–1882 Juvenalij (Karjukov)
- 1883–1889 Simeon (Linkov)
- 1889–1896 Misail (Krylov)
- 1896–1899 Mitrofan (Něvskij)
- 1899–1902 Nikanor (Kamenskij)
- 1902–1904 Irinej (Orda)
- 1904–1906 Kirion (Sadzaglišvili), svatořečený
- 1906–1908 Serafim (Čičagov), svatořečený mučedník
- 1908–1910 Alexandr (Golovin)
- 1910–1917 Grigorij (Vachnin)
- 1917–1917 Makarij (Gněvušev), svatořečený mučedník
- 1917–1927 Serafim (Ostroumov), svatořečený mučedník
- 1922–1922 Daniil (Troickij), dočasný administrátor
- 1927–1931 Nikolaj (Mogilevskij), svatořečený vyznavač
- 1930–1931 Daniil (Troickij)
- 1931–1931 Ioannikij (Speranskij)
- 1931–1932 Arsenij (Smoleněc)
- 1932–1935 Alexandr (Ščukin), svatořečený mučedník
- 1935–1935 Serafim (Protopopov)
- 1935–1935 Artemon (Jevstratov)
- 1936–1937 Innokentij (Nikiforov)
- 1941–1941 Nikolaj (Mogilevskij), podruhé
- 1941–1941 Alexij (Sergejev)
- 1943–1944 Dimitrij (Gradusov), dočasný administrátor
- 1944–1946 Fotij (Topiro)
- 1946–1946 Antonij (Marcenko)
- 1946–1947 Fotij (Topiro), podruhé
- 1947–1949 Nikolaj (Čufarovskij)
- 1949–1955 Flavian (Ivanov)
- 1955–1956 Mitrofan (Gutovskij)
- 1956–1962 Ieronim (Zacharov)
- 1962–1963 Antonij (Krotěvič)
- 1963–1976 Palladij (Šerstěnnikov)
- 1976–1987 Gleb (Smirnov)
- 1987–1988 Varfolomej (Gondarovskij)
- 1988–2008 Paisij (Samčuk)
- 2008–2008 Ioann (Popov), dočasný administrátor
- 2008–2009 Ieronim (Černyšov)
- 2009–2011 Panteleimon (Kutovoj)
- 2011–2019 Antonij (Čeremisov)
- 2019–2019 Simon (Geťa)
- od 2019 Tichon (Dorovskich)